# Уділ
Уді́л або удільне князівство — адміністративно-територіальна одиниця Давньої Русі, яка виникла внаслідок поділу її земель між членами правлячої династії Рюриковичів.
Територія удільного князівства являла собою окреме регіональне володіння під управлінням князя. Удільні князівства поступово ставали фактично незалежними, часто вели між собою війни. Окрім того, початково утворені таким чином князівства (такі як Галицько-Волинське, Чернігівське та ін.) надалі ділилися на ще дрібніші, що відображало загальну тенденцію феодального роздроблення тих часів.
У Західній Європі подібні утворення, що постали внаслідок поділу володінь між спадкоємцями, називалися німецьким терміном Teilherzogtum (від Teil «частина» та Herzogtum «герцогство»).

## Історія удільних князівств
Удільні князівства утворилися внаслідок розпаду Київської держави.
Початково виділення уділів членам князівської династії було в чомусь подібним до західноєвропейської практики апанажів, коли території передавалися в управління тимчасово й почергово (можливо на основі спеціально передбаченої системи ротацій, названої російськими істориками «лествичне право», але фактичне існування такої системи не є доведеним). Однак з часом, володіння цими територіями ставало спадковим у відповідній гілці династії.
Удільні князівства являли собою майже самостійні держави на зразок західноєвропейських королівств або герцогств. Кожен удільний князь мав власний адміністративний апарат, монету, військо, судові установи тощо. З часом відбувалось подальше роздрібнення уділів, завдяки чому зростала їхня кількість, а їх розміри зменшувалися. В удільний період складається характерна для феодалізму система сюзеренно-васальних відносин. Удільні князі знаходилися у васальній залежності від великого князя, однак ця залежність часто була лише номінальною.
Перші уділи з'явилися в середині XI ст. після смерті Ярослава Мудрого. Землі Київської Русі були поділені між його синами, чим фактично покладено початок існуванню Київської, Чернігівської і Переяславської земель як окремих уділів. У 1080-х роках князі-ізгої Ростиславичі захопили галицькі землі й утворили ряд удільних князівств. З'їзд князів у Любечі 1097 року, маючи на меті припинення княжих міжусобиць, узаконив поділ на уділи та їхній спадковий характер («Кожен хай держить отчину свою!»), тим самим юридично закріпив політичне роздрібнення Русі. Процес поділу єдиної держави на удільні князівства був призупинений у часи правління Володимира Мономаха (1113—1125) і його сина Мстислава Володимировича (1125—1132), однак, після смерті останнього відокремлення земель від Києва набуло невідворотного характеру.
Політична роздрібненість руських земель призвела до частих міжусобних війн між удільними князівствами і ослаблення Київської Русі. Одночасно з процесом роздрібнення в XII—XIII ст. на українських землях проявилася і тенденція до об'єднання, внаслідок якої виникла Галицько-Волинська держава. Ці об'єднавчі тенденції були перервані монгольською навалою, після чого встановлена залежність руських князів від Золотої Орди, правляча верхівка якої сприяла збереженню удільної системи.
У XIV ст. нещодавно об'єднана Литва поступово почала приєднувати руські уділи, часто замінюючи представників місцевої династії Рюриковичів на Гедиміновичів. Станом на сер. 1360-х всі колишні уділи майбутніх українських теренів увійшли до складу Литви або Польщі (Галичина, частково Поділля і Волинь).
У першій половині XV ст. уділи були ліквідовані на галицьких землях, що входили до складу Польщі, у другій половині XV ст. — на більшій частині українських земель, що входила до складу Великого князівства Литовського. У 1471 році було ліквідовано останнє українське удільне князівство — Київське.
На теренах сучасної Росії удільні князівства фактично теж зникли у XV ст. і станом на 1480 рік залишилися три великих державних утворення: Велике князівство Тверське, Велике князівство Московське і Велике князівство Рязанське, які невдовзі були об'єднані під владою Москви. Втім, формально останнє удільне князівство у Московському царстві — Углицьке (фактично на той час вже було намісництвом) — було ліквідовано лише в 1591 році після смерті Дмитра, сина Івана Грозного.